# Capitola
Capitola est une municipalité du comté de Santa Cruz, en Californie, sur la côte de la baie de Monterey. Sa population était de 10 033 habitants au recensement de 2000. Fondée en 1874 sous le nom de « Camp Capitola » par Samuel A. Hall, Capitola doit son nom à l'héroïne de The Hidden Hand, un roman de E.D.E.N. Southworth. Capitola est connue pour être la plus ancienne station balnéaire de la Côte Ouest.

## Démographie
| 1950  | 1960  | 1970  | 1980  | 1990   | 2000   |
| ----- | ----- | ----- | ----- | ------ | ------ |
| 1 848 | 2 021 | 5 080 | 9 095 | 10 171 | 10 033 |

| 2010  | - | - | - | - | - |
| ----- | - | - | - | - | - |
| 9 918 | - | - | - | - | - |